# A Day in the Life
A Day in the Life is een lied dat in 1967 is uitgebracht door de Britse popgroep The Beatles op het album Sgt. Pepper's Lonely Hearts Club Band. Het lied is aanvankelijk bedacht door John Lennon, maar is later met een compositie van Paul McCartney samengevoegd.

## Oorsprong
Het eerste gedeelte staat voor wat betreft de oorsprong ter discussie. Er wordt wel gedacht dat daarin wordt gerefereerd aan de kort tevoren bij een verkeersongeluk overleden Tara Browne, vriend van de Beatles en publiek bekend als erfgenaam van het Guinness-imperium: "He blew his mind out in a car. He didn't notice that the lights had changed".
Voor het laatste gedeelte van het lied haalde Lennon inspiratie uit de krant The Daily Mail waar eind 1966 berichtgeving was over gaten in wegen bij Blackburn, in het graafschap Lancashire.
McCartney leverde het middelste stuk, een compositie met piano die hij nog had liggen. Lennon vond dat zijn eigen bijdrage nog niet af was, en McCartney suggereerde dit gedeelte in te voegen.

## Opname
De opnames startten op 19 januari 1967 met als voorlopige titel In the Life of..., vlak na de opnames in de voorafgaande weken van Strawberry Fields Forever en Penny Lane. De drie gedeeltes van het lied werden gescheiden door een 24-maats brug. Wat daar precies tussen moest komen, was aanvankelijk niet duidelijk en werd voorlopig door een op de maat begeleidende piano ingevuld; op de achtergrond telt roadie Mal Evans mee. Aan het slot van dit tussenstuk ging een wekker af, waarna het volgende gedeelte begon. Naar een idee van McCartney werd uiteindelijk besloten de twee tussenstukjes op te vullen met een aanzwellend orkestraal stuk. Op 10 februari 1967 werd het idee verwezenlijkt met hulp van 40 man sterk orkest. Een partituur was niet aanwezig, de muzikanten werd verzocht zo veel mogelijk geluid met alle instrumenten (voornamelijk blazers en strijkers) te maken, aanzwellend van laag naar hoog.
Producer George Martin beschreef later zijn instructies aan het verbaasde orkest als volgt:

Ik schreef voor elk instrument in het orkest de laagst mogelijke noot, met aan het einde van het tussenstuk de hoogst mogelijke. Toen plaatste ik de overige noten met een opgaande lijn ertussen en zei de orkestleden ongeveer hoe te spelen. De orkestleden keken me vervolgens aan of ik gek was geworden.

Aanvankelijk wilde McCartney een orkest van 90 man, maar dat bleek onmogelijk. Uiteindelijk werden vier verschillende opnamen overdubd tot een groot massief crescendo.

## Structuur
Het lied bestaat aldus uit drie stukken, door Lennon en McCartney onafhankelijk van elkaar gecomponeerd, gedeeltelijk geïmproviseerd (orkest) en aan het slot een aanhoudend pianoakkoord. Dat laatste stuk kwam pas aan het slot van de opnames aan de orde. Lennon zingt het eerste en derde stuk, McCartney neemt het middensegment voor zijn rekening. Het middenstuk bevat een nog niet volledig nummer van McCartney (vanaf de passage "Woke up, fell out of bed" tot en met "Somebody spoke and I went into a dream"). Deze twee halve nummers zijn aan elkaar gekoppeld.
Het lied eindigt met een van de beroemdste slotstukken uit de muziekhistorie: met hulp van meerdere piano's wordt een lang slotakkoord aangeslagen, met een duur van 50 seconden. In eerste instantie was het de bedoeling iets met stemmen te doen, maar over eerdere opnamen bleek men niet tevreden, het gaf te weinig impact.
A Day in the Life is een van invloedrijkste nummers van the Beatles. Door veel fans wordt het als een van de hoogtepunten uit hun oeuvre beschouwd, om uiteenlopende redenen: het experimentele karakter, de unieke maatvoering binnen de song, het drumwerk van Ringo Starr, de orkestrale experimenten.
Hiermee is de lp nog niet afgelopen. Het lied wordt gevolgd door een fluittoon van 15 kHz gedurende enkele seconden, voor de meeste mensen onhoorbaar. En als de grammofoon dan nog niet automatisch is afgeslagen, klinkt er uit de eindgroef een steeds herhaald, onverstaanbaar gebabbel.

## Drugsgerelateerd
Na de release werd al snel een link gelegd met drugsgebruik. Het lied zou daaraan refereren, met name de zinsnede "I'd love to turn you on". De BBC vond dat daarmee drugsgebruik bevorderd werd en verbood uitzending.
Lennon and McCartney ontkenden enige relatie met drugsgebruik en klaagden publiekelijk dat hun aanwezigheid op een feestelijk diner ter ere van bijbehorende albumrelease werd geweigerd. Lennon stelde dat het lied aan niets meer en minder dan een verkeersongeluk refereerde. George Martin daarentegen vond de reacties vanuit de media wel begrijpelijk; tijdens de opnames zag hij de Beatles regelmatig de ruimte verlaten voor "a little puff", waarschijnlijk cannabis.

## Andere uitvoeringen
- Jeff Beck in 1968.
- De openingszin werd geciteerd in David Bowie's Young Americans.
- Barry Gibb nam een solocover op voor de soundtrack van de film Sgt. Pepper's Lonely Hearts Club Band waarin de Bee Gees de hoofdrol speelden. Op de B-kant stond Robin Gibbs versie van Oh! Darling.
- Sting nam het op voor zijn EP Demolition Man uit 1993.

## Hitnoteringen

### NPO Radio 2 Top 2000
A Day in the Life staat sinds 1999 als een van de hoogstgenoteerde Beatles-nummers in de Radio 2 Top 2000. In 2007 behaalde het nummer zijn hoogste positie tot nu toe, 49.

| Nummer met noteringen in de NPO Radio 2 Top 2000 | '99 | '00 | '01 | '02 | '03 | '04 | '05 | '06 | '07 | '08 | '09 | '10 | '11 | '12 | '13 | '14 | '15 | '16 | '17 | '18 | '19 | '20 | '21 | '22 | '23 | '24 |
| ------------------------------------------------ | --- | --- | --- | --- | --- | --- | --- | --- | --- | --- | --- | --- | --- | --- | --- | --- | --- | --- | --- | --- | --- | --- | --- | --- | --- | --- |
| A Day in the Life                                | 83  | 66  | 87  | 98  | 122 | 127 | 107 | 76  | 49  | 75  | 71  | 75  | 78  | 82  | 126 | 148 | 167 | 241 | 165 | 247 | 330 | 319 | 378 | 382 | 402 | 378 |

1. ↑  Een vetgedrukt getal geeft de hoogste notering aan.

### Evergreen Top 1000
| Evergreen Top 1000 "A Day In The Life" | Evergreen Top 1000 "A Day In The Life" | Evergreen Top 1000 "A Day In The Life" | Evergreen Top 1000 "A Day In The Life" | Evergreen Top 1000 "A Day In The Life" | Evergreen Top 1000 "A Day In The Life" | Evergreen Top 1000 "A Day In The Life" | Evergreen Top 1000 "A Day In The Life" | Evergreen Top 1000 "A Day In The Life" | Evergreen Top 1000 "A Day In The Life" | Evergreen Top 1000 "A Day In The Life" | Evergreen Top 1000 "A Day In The Life" | Evergreen Top 1000 "A Day In The Life" | Evergreen Top 1000 "A Day In The Life" | Evergreen Top 1000 "A Day In The Life" | Evergreen Top 1000 "A Day In The Life" | Evergreen Top 1000 "A Day In The Life" |
| Jaar                                   | 2008                                   | 2009                                   | 2010                                   | 2011                                   | 2012                                   | 2013                                   | 2014                                   | 2015                                   | 2016                                   | 2017                                   | 2018                                   | 2019                                   | 2020                                   | 2021                                   | 2022                                   | 2023                                   |
| -------------------------------------- | -------------------------------------- | -------------------------------------- | -------------------------------------- | -------------------------------------- | -------------------------------------- | -------------------------------------- | -------------------------------------- | -------------------------------------- | -------------------------------------- | -------------------------------------- | -------------------------------------- | -------------------------------------- | -------------------------------------- | -------------------------------------- | -------------------------------------- | -------------------------------------- |
| Positie                                | -                                      | -                                      | -                                      | -                                      | -                                      | -                                      | -                                      | -                                      | 213                                    | 135                                    | 144                                    | 160                                    | 183                                    | 217                                    | 249                                    | 238                                    |

## Credits
- John Lennon: dubbel opgenomen zang, akoestische gitaar, maracas, piano (slotakkoord)
- Paul McCartney: zang, piano, basgitaar.
- George Harrison: maracas, akoestische gitaar, piano (slotakkoord)
- Ringo Starr: drums, congas, piano (slotakkoord)
- George Martin: harmonium (slotakkoord)
- Mal Evans: wekker, teller, piano (slotakkoord)
- Georkestreerd door George Martin, Paul McCartney en John Lennon.
- Gedirigeerd door George Martin en Paul McCartney

Orkest
- John Marston: harp
- Eric Gruenberg, Granville Jones, Bill Monro, Jurgen Hess, Hans Geiger, D. Bradley, Lionel Bentley, David McCallum, Donald Weekes, Henry Datyner, Sidney Sax, Ernest Scott: viool
- John Underwood, Gwynne Edwards, Bernard Davis, John Meek: altviool
- Francisco Gabarro, Dennis Vigay, Alan Delziel, Alex Nifosi: cello
- Cyril Mac Arther, Gordon Pearce: contrabas
- Roger Lord: hobo
- Basil Tschaikov, Jack Brymer: klarinet
- N. Fawcett, Alfred Waters: fagot
- Clifford Seville, David Sandeman: dwarsfluit
- Alan Civil, Neil Sanders: hoorn
- David Mason, Monty Montgomery, Harold Jackson: trompet
- Raymond Brown, Raymond Premru, T. Moore: trombone
- Michael Barnes: tuba
- Tristan Fry: pauk